# John Bullock Clark

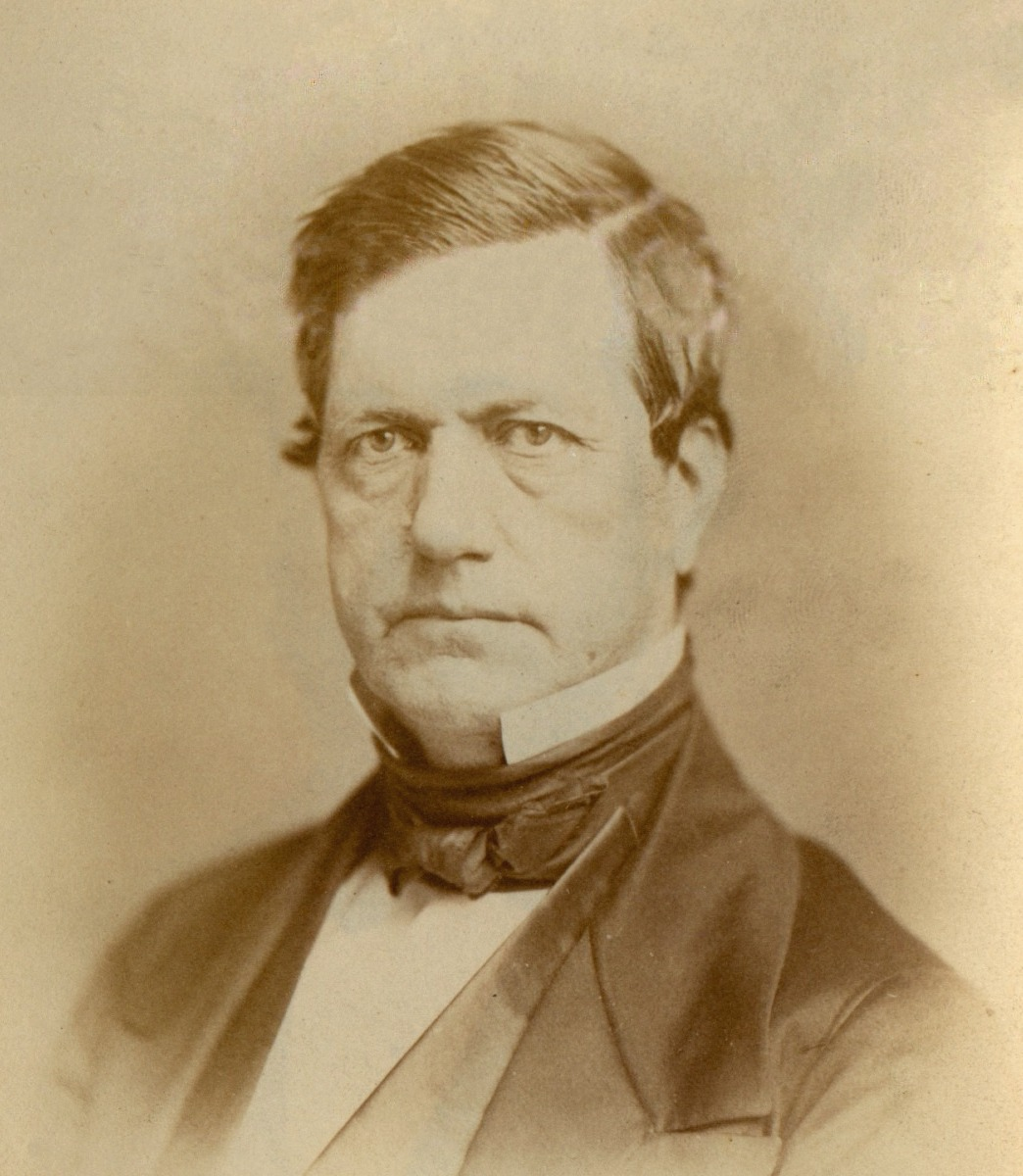
John Bullock Clark

John Bullock Clark (* 17. April 1802 im Madison County, Kentucky; † 29. Oktober 1885 in Fayette, Missouri) war ein US-amerikanischer Politiker (Demokratische Partei). Er vertrat den Staat Missouri im US-Repräsentantenhaus sowie während des Sezessionskrieges im Konföderiertenkongress.
John Bullock Clark, dessen Onkel James Clark Gouverneur von Kentucky war, besuchte zunächst die Dorfschule, ehe er die Rechte studierte und 1824 in die Anwaltskammer aufgenommen wurde. Er eröffnete eine Anwaltspraxis in Fayette und war bis 1834 am Bezirksgericht des Howard County angestellt. Im Black-Hawk-Krieg diente Clark als Colonel eines Freiwilligenregiments aus Missouri; 1848 wurde er zum Generalmajor der Staatsmiliz befördert.
Seine politische Laufbahn begann mit der Mitgliedschaft im Repräsentantenhaus von Missouri von 1850 bis 1851. Nach dem Rücktritt des Abgeordneten James S. Green wurde Clark ins US-Repräsentantenhaus berufen; es folgte eine zweimalige Wiederwahl. Am 13. Juli 1861 wurde er als Anhänger der Konföderation aus dem Kongress ausgeschlossen.
Dem ersten Konföderiertenkongress gehörte John Bullock Clark als Senator an; in den zweiten Kongress wurde er als Mitglied des Repräsentantenhauses gewählt, wo er bis zur Niederlage der Konföderation am 10. Mai 1865 verblieb. Zudem kämpfte er auch im Sezessionskrieg als Brigadier General der Missouri State Guard; auch sein Sohn John nahm im Rang eines Generals am Krieg teil und war später Abgeordneter im US-Repräsentantenhaus.
Nach dem Krieg arbeitete Clark wieder als Anwalt in Fayette, wo er am 29. Oktober 1885 starb.